# René Derolez
René Lodewijk Maurits Derolez (* 7. September 1921 in Aalst; † 24. März 2005 in Brügge) war ein belgischer anglistischer und germanistischer Mediävist und Runologe. Er war Lehrstuhlinhaber für Englische und Germanische Philologie an der Universität Gent.

## Leben
René Derolez studierte in der Zeit der deutschen Besetzung Belgiens im Zweiten Weltkrieg an der Universität Gent Germanische Philologie und schloss das Studium 1943 mit dem Prädikat „summa cum laude“ ab. Durch einen anschließenden Forschungsauftrag der Universitätsbibliothek wurde er vom anstehenden Einsatz im Reichsarbeitsdienst freigestellt.
Die nachfolgende Anstellung am belgischen National Fonds voor Wetenschappelijk Onderzoek  endete im Herbst 1944 mit der Einberufung zum Militärdienst für die alliierten Streitkräfte und des befreiten Belgiens mit dem Ziel, in Irland für den weiteren Kampf gegen Japan ausgebildet zu werden.
Nach dem Krieg ermöglichte ihm ein Stipendium der Belgian American Educational Foundation ein weiteres Studium an der Universität Harvard von 1946 bis 1948. In Gent wurde er 1947 zum Dr. phil. promoviert und in Harvard erreichte er den Grad des Magister Artium. In Gent erfolgte 1954 die Habilitation mit einer Arbeit zu der Überlieferung der Runenschrift in mittelalterlichen Handschriften, den sogenannten Runica manuscripta.
Zunächst trat er in Gent eine Stelle als Assistent am Seminar für Englische und Germanische Philologie, wurde dann Lehrbeauftragter und 1959 Lehrstuhlinhaber für Englische und Germanische Philologie. Von 1962 bis 1964 war er Dekan der philosophischen Fakultät. 1986 wurde Derolez emeritiert. Seit 1971 war er korrespondierendes Mitglied der British Academy.
Forschungs- und Lehrschwerpunkt war für ihn die Altenglische Sprache, Literatur und Kultur, daneben lehrte er zu weiteren Feldern der Englischen Philologie. Sein Engagement spiegelte sich auch in seiner Funktion als Mitherausgeber für die anglistischen Fachzeitschriften Anglo Saxon England ab 1972 und von den English Studies von 1964 bis 1979 (ab 1970 als Herausgeber). 1983 wurde er zum ersten Präsidenten der International Society of Anglo-Saxonist gewählt. Seit 1970 war er Mitglied der Koninklijke Vlaamse Academie van België voor Wetenschappen en Kunsten.
Neben seiner Habilitationsarbeit Runica manuscripta, die seitdem als ein Standardwerk der Runologie gilt, ist einem breiteren Publikum besonders sein Werk zur altgermanischen Religion und Mythologie bekannt, das 1959 auf Niederländisch erschien und 1963 und 1974 auf Deutsch als Götter und Mythen der Germanen, das auch in der Wissenschaft bis heute Gebrauch und Anerkennung erlangte. Derolez arbeitete bis ins hohe Alter und publizierte zahlreiche Fachbeiträge zum Altenglischen und zur Runenkunde. Eine Arbeit zum Epos Beowulf konnte er nicht mehr abschließen.
Während seines Studienaufenthalts in den USA lernte er in Harvard seine zukünftige Ehefrau Gabrielle von Steiger kennen, die Tochter des schweizerischen Bundesrats Eduard von Steiger. Die Ehe blieb kinderlos. Sein Bruder Albert Derolez ist ebenfalls Mediävist und emeritierter Professor für Paläographie und lateinische Handschriftenkunde des Mittelalters an der Freien Universität von Brüssel.